# Kent Edler
Kent Elder es un deportista estadounidense que compitió en vela en la clase Star. Ganó dos medallas en el Campeonato Mundial de Star, plata en 1960 y oro en 1964.

## Palmarés internacional
| Campeonato Mundial | Campeonato Mundial      | Campeonato Mundial | Campeonato Mundial |
| Año                | Lugar                   | Medalla            | Clase              |
| ------------------ | ----------------------- | ------------------ | ------------------ |
| 1960               | Río de Janeiro (Brasil) | Medalla de plata   | Star               |
| 1964               | Boston (Estados Unidos) | Medalla de oro     | Star               |